# Vicente Yáñez Pinzón
Vicente Yáñez Pinzón (1462? Palos de la Frontera, Andalusie – 1514? Triana, Sevilla) byl španělský mořeplavec a cestovatel. V roce 1492 se zúčastnil první plavby Kryštofa Kolumba, jako kapitán lodi Niňa.

## Objevitelské cesty
Po Kolumbově plavbě se v roce 1499 pod jeho velením vydala flotila čtyř lodí ze Španělska na jih, pátrat po nových zemích v jižním Atlantiku. Přes Kanárské a Kapverské ostrovy plul na jihozápad. Jako první Španěl překročil rovník a 26. ledna 1500 tedy o tři měsíce dříve než Pedro Álvares Cabral, objevil brazilské pobřeží u mysu Augustin na 6° jižní šířky, kde také vystoupil na břeh. Byl prvním Evropanem na půdě jihoamerického kontinentu. Odtud pokračoval na severozápad, kde objevil ústí Amazonky největší řeky světa, které nazval Mar Dulce (Sladké moře) a ústí řeky Pará, které je jižním ramenem delty Amazonky. Současně s Alonso de Hojedou objevil ústí řeky Orinoko a na severu ostrov Tobago. Při své cestě se soustředil na hledání zlata, které nenalezl a proto se věnoval lovu otroků. Objevil a zmapoval 3000 kilometrů jihoamerického pobřeží a přes Haiti se vrátil do Španělska.
V roce 1504 se vratil do zemi v Karibském moři a prozkoumal Honduraský záliv. V roce 1508 byl vypraven s Juanem de Solísem, aby pátral po průjezdu na západ. Ze Santa Dominga pluli nejprve do Honduraského zálivu a dále sledovali pobřeží na sever, obepluli Yucatánský poloostrov a podél jižního pobřeží Jamajky se vrátili. Při této plavbě zakreslili do map značnou část pobřeží Střední Ameriky.
V roce 1509 znovu pátrali po průjezdu na západ, tentokrát podél pobřeží Jižní Ameriky. Dospěli až k ústí řeky La Plata a protože jejich úsilí nebylo korunováno úspěchem, upadl Pinzón po návratu do nemilosti a dalších výprav se nezúčastnil.